# Janowo (powiat łomżyński)
Janowo – wieś w Polsce położona w województwie podlaskim, w powiecie łomżyńskim, w gminie Łomża.
Wierni kościoła rzymskokatolickiego należą do parafii św. Brunona z Kwerfurtu Biskupa i Męczennika w Łomży.

## Historia
Wieś wzmiankowana w roku 1443. Janowo wchodziło w skład wsi roboczych ekonomii nowogrodzkiej.
W roku 1876 przebywało tu 60 mężczyzn, w tym 12 Żydów. Pod koniec XIX wieku miejscowość w powiecie łomżyńskim, gmina Kupiski, parafia Łomża. Gniazdo rodu Janowskich. We wsi 20 domów. Powierzchnia gruntów rolnych wynosiła 140 morgów.
W latach 1921–1939 wieś leżała w województwie białostockim, w powiecie łomżyńskim, w gminie Kupiski.
Według Powszechnego Spisu Ludności z 1921 roku wieś zamieszkiwało 116 osób w 23 budynkach mieszkalnych. Miejscowość należała do parafii rzymskokatolickiej w Łomży. Podlegała pod Sąd Grodzki i Okręgowy w Łomży; właściwy urząd pocztowy mieścił się w Łomży.
W wyniku napaści ZSRR na Polskę we wrześniu 1939 miejscowość znalazła się pod okupacją sowiecką. Od czerwca 1941 roku pod okupacją niemiecką. Od 22 lipca 1941 do 1945 włączona w skład Landkreis Lomscha, Bezirk Bialystok III Rzeszy.
W latach 1975–1998 miejscowość administracyjnie należała do województwa łomżyńskiego.

## Współcześnie
W 2007 r. Rada Miasta Łomży postanowiła przeprowadzić konsultacje z mieszkańcami miasta w sprawie
zmiany granic, przez włączenie do miasta również obszaru wsi Janowo. W 2009 r. Rada Gminy Łomża uchwałą nr XXVI/163/09 z dnia 20 marca 2009 r. nadała statut sołectwu Janowo.